# Magnus Wikman
Magnus Wikman (* 7. Juli 1971 in Uppsala) ist ein ehemaliger schwedischer Fußballspieler und heutiger -trainer.

## Karriere

### Spieler
In seiner Jugend war er für IF Vindhemspojkarna aktiv und spielte dann von 1988 bis 1989 bei IF Vesta. Von 1990 bis 1995 war er danach bei IK Sirius aktiv und in der Saison 1996 nochmal bei Vasalunds IF.
Danach spielte er von 1998 bis 1999 danach bei Enköpings SK und beendete nach einer zweiten Station bei Sirius nach der Saison 2003 seine Karriere als Spieler.

### Trainer
Bereits während seiner letzten Station bei Sirius war er hier schon von 2001 bis 2002 einmal als Co-Trainer nebenbei aktiv gewesen. Nachdem Ende seiner Karriere war er hier dann erst einmal 2004 noch Jugendtrainer und wechselte später zur Saison 2005 ins Traineramt von Bälinge IF, wo er die Frauenmannschaft betreute und bis zur Saison 2006 aktiv war. Danach kehrte er aber erst einmal wieder zu Sirius zurück, wo er wieder Jugendtrainer wurde. Ab der Spielzeit 2008 übernahm er dann die Rolle des Cheftrainers beim Linköpings FC und gewann mit diesen dann eine Spielzeit später die Meisterschaft.
Danach übernahm er einen Job beim nationalen schwedischen Verband und trainierte hier von 2010 an die U17 bis 2016 respektive die U16 bis 2017. Seit August 2017 ist er nun Teil des Trainerstab der Frauennationalmannschaft.